# Rashid Khan (Deportista)
Rashid Khan Arman (nacido el 20 de septiembre de 1998) es un jugador de críquet afgano y capitán del equipo nacional en partidos de Twenty20 (T20I). En septiembre de 2019, Khan lideró al equipo en la prueba única contra Bangladés y, a la edad de 20 años y 350 días, se convirtió en el jugador de cricket más joven en ser capitán de un equipo de partido de Test Cricket. En febrero de 2018, se convirtió en el jugador más joven en encabezar la clasificación de jugadores de bolos de la ICC en One Day International. Fue uno de los once jugadores de críquet que jugó en el primer Test Match de Afganistán, contra India, en junio de 2018.

## Carrera internacional
El 18 de octubre de 2015, Khan hizo su debut en One Day International (ODI) para Afganistán contra Zimbabue. Hizo su debut en Twenty20 International (T20I), también contra Zimbabue, el 26 de octubre. He made his Test debut for Afghanistan, against India, on 14 June 2018. Hizo su debut de prueba para Afganistán, contra la India, el 14 de junio de 2018.
En diciembre de 2020, Khan fue nombrado Jugador Twenty20 masculino de la década de ICC.